# De kabouters
De kabouters is een sprookje dat werd opgetekend door de gebroeders Grimm in Kinder- und Hausmärchen met het nummer KHM39. De oorspronkelijke naam is Die Wichtelmänner, het sprookje is in Engeland bekend als The Elves and the Shoemaker.

## Het verhaal
Het sprookje bestaat uit drie verschillende korte sprookjes.

### Eerste sprookje
Een arme schoenmaker heeft nog maar leer voor één paar schoenen en snijdt dit 's avonds op maat. Hij bidt tot Onze Lieve Heer en de volgende ochtend ziet hij dat er al twee schoenen klaar op tafel staan. De schoenen zijn erg mooi en al snel komt een klant die meer betaalt dan de gebruikelijke prijs. Hierdoor kan de schoenmaker leer kopen voor twee paar schoenen. Hij snijdt opnieuw het leer op maat en de volgende ochtend zijn er opnieuw schoenen van gemaakt terwijl hij sliep. Opnieuw komen de klanten al snel en de schoenmaker kan leer voor vier paar schoenen kopen. Dit herhaalt zich keer op keer en de schoenmaker wordt een welvarend man.
Niet lang voor kerstmis stelt de man aan zijn vrouw voor om op te blijven en te kijken wie de schoenen maakt. Ze verstoppen zich in hoeken van de kamer en zien om middernacht twee grappige blote mannetjes die al snel beginnen aan de schoenen. De vrouw wil de mannetjes hun dankbaarheid betonen door ze kleding te geven en ze gaat snel aan de slag. De schoenmaker maakt twee paar kleine schoentjes en ze leggen het op tafel klaar. Als de mannetjes komen zien ze verbaasd de kleding liggen en trekken dit snel aan. Ze dansen de deur uit en komen nooit weer terug, maar de schoenmaker en zijn vrouw hebben succes gehad bij alles wat ze ondernamen zo lang als ze leefden.

### Tweede sprookje
Een arm dienstmeisje werkt altijd ijverig en vindt op een dag een brief. Ze kan niet lezen en brengt de brief naar haar baas, het is een uitnodiging van kabouters om een kind voor hen ten doop te houden. Het meisje wordt opgehaald door drie kabouters en gaat naar een holle berg. De kraamvrouw ligt in een bed van zwart ebbenhout met knoppen van parels, dekens zijn met goud bestikt en de wieg is van ivoor met een badje van goud. Na de doop smeken de kabouters het meisje nog drie dagen te blijven en ze heeft een vrolijke tijd. Ze stopt haar zakken vol goud als ze naar huis gaat en ze begint thuis te vegen. Maar dan komen er vreemde mensen het huis uit en vragen wat ze aan het doen is. De drie dagen bij de kleine mannetjes in de holle berg zijn zeven jaren geweest. Haar vroegere baas en bazin zijn inmiddels gestorven.

### Derde sprookje
Kabouters hebben een wisselkind in een wiegje gelegd en de moeder gaat naar haar buurvrouw om raad te vragen. De buurvrouw zegt dat ze het wisselkind naar de keuken moet brengen en vuur moet maken in de haard. Ze moet water koken in twee eierschalen en daarvan zou het wisselkind moeten lachen, waarna het afgelopen zal zijn. Terwijl de vrouw bezig is zegt de dikkop:
Nu ben ik al zo oud als het Westerwoud, maar koken in een eierschaal heb ik nog nooit aangeschouwd.
Hij begint te lachen en dan komen er een heleboel kaboutertjes die het goede kind bij zich hebben. Ze nemen het wisselkind weer met zich mee.

## Achtergronden
- Het sprookje komt uit Hessen.
- Het kleine, grijze of oude mannetje treedt vaak op als helper van de mens, maar kan ook boosaardig zijn. Denk ook aan een kabouter, dwerg, gnoom, trol of onderaardse geest. Zie hiervoor ook De drie mannetjes in het bos (KHM13), Het zingende botje (KHM28), Repelsteeltje (KHM55), De bijenkoningin (KHM62), De gouden gans (KHM64), Het aardmanneke (KHM91), Het water des levens (KHM97), De geest in de fles (KHM99), De jood in de doornstruik (KHM110), Vogel Grijp (KHM165), Sterke Hans (KHM166) en De geschenken van het kleine volkje (KHM182).
- Het eerste sprookje heeft veel overeenkomsten met Het dankbare alvermanneke.
- Vrijheid schenken door kleding te geven komt in meer verhalen voor. Ook in moderne verhalen, zoals de huiself in Harry Potter-verhalen.
- De holle berg kan een grafheuvel zijn, hierin worden ook vele kostbaarheden gevonden (zoals het badje van ivoor en de gouden wieg, het bed van zwart ebbenhout is dan een sarcofaag of lijkkist).